# Microgecko helenae
Microgecko helenae är en ödleart som beskrevs av  Alexander Nikolsky 1907. Microgecko helenae ingår i släktet Microgecko och familjen geckoödlor. Inga underarter finns listade i Catalogue of Life.
Denna ödla förekommer i västra Iran och kanske i angränsande regioner av Irak. Den lever i låglandet och i bergstrakter upp till 1500 meter över havet. Arten hittas i torra skogar, buskskogar och gräsmarker. Ibland besöks mer fuktiga skogar. Exemplaren gömmer sig under stenar eller i murarnas sprickor. De besöker ibland vattendragens kanter. Liksom andra släktmedlemmar har arten en vertikal pupill. Honor lägger ägg.
För beståndet är inga hot kända men ödlan är sällsynt. IUCN kategoriserar arten globalt som otillräckligt studerad.